# Francisco Javier Vicente Navarro
Francisco Javier Vicente Navarro (Valencia, 6 februari 1974) - voetbalnaam Javi Navarro - is een Spaans voormalig profvoetballer. Hij speelde vier keer voor het Spaans voetbalelftal.

## Clubvoetbal
Javi Navarro debuteerde in het seizoen 1993/1994 voor Valencia CF in de Primera División. Na een jaar op huurbasis bij CD Logroñés kwam hij in het seizoen 1995/1996 bij de hoofdselectie van Valencia CF. Bij Los Chés wist Javi Navarro nooit een vaste waarde te worden. Hij speelde in het seizoen 2000/2001 met Elche CF in de Segunda División A en in 2001 werd de verdediger gecontracteerd door Sevilla FC, dat destijds als kampioen van de Segunda A promoveerde naar de Primera División. Bij Sevilla FC groeide Javi Navarro uit tot een vaste waarde en aanvoerder. Onder zijn leiding won Sevilla FC in 2006 zowel de UEFA Cup (4-0 winst tegen Middlesbrough FC) als de UEFA Supercup (3-0 winst tegen FC Barcelona).

### Statistieken
| seizoen    | club                 | land            | competitie         | wed. | goals |
| ---------- | -------------------- | --------------- | ------------------ | ---- | ----- |
| 1993/94    | Valencia CF          | Vlag van Spanje | Primera División   | 4    | 0     |
| 1994/95    | → CD Logroñés (huur) | Vlag van Spanje | Primera División   | 15   | 0     |
| 1995/96    | Valencia CF          | Vlag van Spanje | Primera División   | 19   | 0     |
| 1996/97    | Valencia CF          | Vlag van Spanje | Primera División   | 12   | 0     |
| 1997/98    | Valencia CF          | Vlag van Spanje | Primera División   | 6    | 0     |
| 1998/99    | Valencia CF          | Vlag van Spanje | Primera División   | 0    | 0     |
| 1999/00    | Valencia CF          | Vlag van Spanje | Primera División   | 15   | 0     |
| 2000/01    | Elche CF             | Vlag van Spanje | Segunda División A | 36   | 0     |
| 2001/02    | Sevilla FC           | Vlag van Spanje | Primera División   | 25   | 0     |
| 2002/03    | Sevilla FC           | Vlag van Spanje | Primera División   | 30   | 1     |
| 2003/04    | Sevilla FC           | Vlag van Spanje | Primera División   | 36   | 1     |
| 2004/05    | Sevilla FC           | Vlag van Spanje | Primera División   | 27   | 1     |
| 2005/06    | Sevilla FC           | Vlag van Spanje | Primera División   | 25   | 0     |
| 2006/07    | Sevilla FC           | Vlag van Spanje | Primera División   | 20   | 0     |
| Bijgewerkt | 25-03-2007           |                 |                    |      |       |

## Nationaal elftal
Javi Navarro debuteerde op 15 november 2006 in het Spaans nationaal elftal tijdens het duel tegen Roemenië. De verdediger was destijds 32 jaar oud en hij werd daarmee oudste debutant voor Spanje na Ferenc Puskás, die 34 jaar oud was bij zijn debuut in november 1961. Puskás speelde niettemin daarvoor al 85 interlands voor het Hongaars voetbalelftal. Javi Navarro nam met het Spaans olympisch voetbalelftal deel aan de Olympische Spelen in Atlanta, Verenigde Staten, waar de ploeg van bondscoach Javier Clemente in de kwartfinale met 4-0 verloor van Argentinië.

## Erelijst
Sevilla
- UEFA Cup

2006, 2007
1 Mora ·
2 Mendieta ·
3 Aranzábal ·
4 Navarro ·
5 Santi ·
6 Óscar ·
7 Raúl ·
8 Roberto ·
9 Corino ·
10 Ignacio ·
11 Idiakez ·
12 Karanka ·
13 Aizkorreta ·
14 Morientes ·
15 De la Peña ·
16 Lardín · 
17 Sietes ·
18 Dani ·
Coach: Clemente